# Slagelse FH
Slagelse FH (abreviación de su nombre real Slagelse Forenede Håndboldklubber) fue un destacado equipo de balonmano de la ciudad danesa de Slagelse. También conocido como Slagelse DT (abreviación de Slagelse Dream Team) fue uno de los clubes más importantes de la primera década del siglo XX ya que, bajo la dirección en el banquillo de Anja Andersen, consiguió tres Champions League y numerosos títulos nacionales.

## Historia
Slagelse Forenede Håndboldklubber se creó a partir de la fusión de dos clubes: Slagelse HK y Marievang IF. Ambos clubes habían tenido sus propios éxitos, especialmente en niveles formativos. Incluso el Slagelse HK logró ascender dos veces a la primera división danesa alrededor de 1990, aunque en ambas ocasiones el equipo descendió de categoría la temporada siguiente.
En 1997, los dos clubes se fusionaron bajo el nombre de Slagelse FH y, a principios del año 2000, el club firmó a la ex jugadora danesa y entrenadora Anja Andersen para ayudar al club a lograr el ascenso a la primera división. Con ella llegó su compañera coreana Jeong Ho Hong con la idea de construir el mejor club del mundo. Bajo su mandato el club tuvo un elenco mágico de jugadoras, donde se encontraron las mejores del mundo de la época (Camilla Andersen, Bojana Popovic, Ausra Fridrikas, Stéphanie Cano, Irina Poltoratskaya,...).
El tan buscado éxito llegó en 2004, levantando la Liga de Campeones, repitiendo en 2005 y 2007 y convirtiéndose en el club referencia de la época.
En 2008 Anja fichó por el Copenhague y, tras la entrenadora, muchas jugadoras abandonaron el club. El club fue a la bancarrota en 2009 y se refundó en 2013.

## Títulos
- 3 x EHF Champions League[4] (2004, 2005 y 2007)
- 3 x Liga Danesa (2003, 2005 y 2007)
- 1 x EHF Cup (2003)

## Notable former players
- Camilla Andersen (2001–2004)
- Louise Pedersen (2007–2008)
- Line Hovgaard (2004–2008)
- Rikke Hørlykke (2004–2006)
- Janne Kolling (2000–2001)
- Christina Krogshede (2006–2008)
- Anne Loft (2003–2008)
- Sofie Steffensen (2005–2007)
- Marianne Bonde (2007–2008)
- Kamilla Kristensen (2001–2007)
- Mette Melgaard (2001–2008)
- Rikke Schmidt (2002–2005)
- Mia Hundvin (2001–2003)
- Cecilie Leganger (2005–2008)
- Anja Frešer (2003–2004)
- Jenny Lindblom (2002–2003)
- Ana Batinić (2005–2008)
- Katarina Bulatovic (2006–2007)
- Bojana Popović (2002–2007)
- Maja Savić (2004–2008)
- Ausra Fridrikas (2002–2005)
- Gabriela Rotis (2007–2008)
- Stéphanie Cano (2003–2004)
- Hong Jeong-ho (2000–2003)
- Lee Sang Eun (2002)
- Valentina Radulovic (2003–2005)
- Carmen Lungu (2005–2007)
- Irina Poltoratskaya (2004–2006)
- Emiliya Turey (2005–2008)
- Anja Obradović (2006–2007)
- Suzana Cubela (2006–2008)
- Svetlana Ognjenović (2007–2008)
- Andrijana Budimir (2004–2006)
- Ivana Mladenovic (2006–2007)
- Rugile Kliukaite (2004–2006)
- Maja Mitrovic (2003–2004)